# Antônio Nunes Varela
Antônio Nunes Varela (Laguna, 16 de fevereiro de 1911 — Curitiba, 1 de outubro de 1972) foi um jornalista, advogado e político brasileiro.
Filho de Boaventura de Haro Varela e de Maria Nunes Varela.
Bacharel em direito pela Faculdade de Direito de Santa Catarina (1939).
Foi deputado à Assembleia Legislativa de Santa Catarina na 1ª legislatura (1947 — 1951).